# Ich will Spaß
Ich will Spaß ist ein Lied des deutschen Musikproduzenten Axel Klopprogge. Das Lied wurde im Juni 1982 als Single veröffentlicht und erreichte im August 1982 Platz eins der deutschen Singlecharts. Es wurde von dem damals 22-jährigen deutschen Pop-Sänger Markus gesungen.

## Hintergrund
Nach einem Punk-Konzert in Berlin freundete sich Markus mit dem Musikproduzenten Axel Klopprogge an. Dieser hatte die Idee zur Gründung einer NDW-Band mit Markus als Sänger. Die Proben fanden im Jugendzimmer von Klopprogge statt. Zuerst hatte Klopprogge die Melodie zu Ich will Spaß fertig, jedoch fehlte noch der passende Text. Anfangs sollte das Lied noch Ich will Tanz heißen. Die spätere Textstelle „Deutschland, Deutschland spürst Du mich?“ lautete ursprünglich „Rosi, Rosi spürst Du mich?“, doch als die Spider Murphy Gang in Skandal im Sperrbezirk eine Rosi besangen, verwarfen beide die Stelle. Klopprogge hatte die Idee zur ersten Strophe („Mein Maserati fährt 210 / Schwupps – die Polizei hat's nicht geseh'n / Ich will Spaß / Ich will Spaß, ich geb Gas“), als er mit Markus auf der Autobahn von einem gut gelaunten Autofahrer mit Sonnenbrille und Walkman-Kopfhörern überholt wurde.
In einem neuen Tonstudio in Frankfurt-Oberrad hatte Klopprogge die Aufgabe, die Technik zu installieren. Nachts nahmen er und Markus dort heimlich die geschriebenen Lieder auf. Der Besitzer des Tonstudios entdeckte dies und forderte dafür 15.000 Mark. Sie gingen zur Schallplattenfirma CBS Schallplatten GmbH und spielten ihnen die halbfertigen Lieder, unter anderem Ich will Spaß, live vor: Marketingchef Gerd Gebhardt gab ihnen einen Plattenvertrag.
Im Oktober 2015 startete eine Werbekampagne, die für die Deutschlandcard warb. Hierbei sang Markus eine eigene Version des Liedes.

## Formate
7″-Single
1. Ich will Spaß – 3:03
2. Kling, Klang Schicksalsmelodie – 3:40

12″-Single
1. Ich will Spaß – 4:28
2. Kling, Klang Schicksalsmelodie – 3:40

## Charts und Chartplatzierungen
Ich will Spaß stieg erstmals am 7. Juni 1982 auf Rang 22 in die deutschen Singlecharts ein. In der Chartwoche vom 21. Juni 1982 stieg das Lied erstmals in die Top 10 (Rang 8) und erreichte am 2. August 1982 erstmals die Chartspitze. Bis zum 15. November 1982 konnte sich das Lied 24 Wochen in den Charts platzieren, 15 davon in den Top 10 sowie zwei an der Chartspitze. Für einen Zeitraum von vier Wochen war es das erfolgreichste deutschsprachige Lied in den Charts. 1982 belegte das Lied Rang zehn der deutschen Single-Jahrescharts.
Ich will Spaß avancierte zum ersten Charthit für Markus in Deutschland. In seiner Karriere konnte sich keine Single besser beziehungsweise ebenfalls an der Chartspitze oder länger in den Charts platzieren.
| ChartsChartplatzierungen | Höchstplatzierung | Wochen |
| ------------------------ | ----------------- | ------ |
| Deutschland (GfK)        | 1 (24 Wo.)        | 24     |

| ChartsJahrescharts (1982) | Platzierung |
| ------------------------- | ----------- |
| Deutschland (GfK)         | 10          |

## Coverversionen
Von Ich will Spaß existieren viele Coverversionen, so unter anderem von James Last, Mickie Krause, Mundstuhl, Torfrock und J.B.O. 2016 veröffentlichte das Hip-Hop-Duo SXTN das Lied Ich bin schwarz, das eine Neuinterpretation des Liedes mit verändertem Text darstellt. Darüber hinaus verwendet die Rockband Muff Potter in ihrem Song Hammerschläge, Hinterköpfe, der sich auf dem im August 2022 erschienenen Album Bei aller Liebe befindet, Melodiefragmente und eine Textzeile des Lieds Ich will Spaß.